# Kaap Zevgari

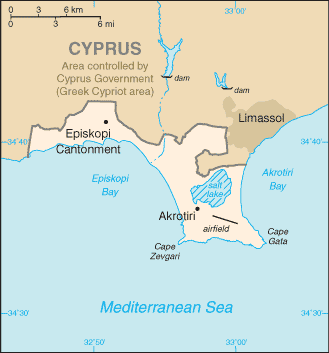
Ligging van Kaap Zevgari op schiereiland Akrotiri

Kaap Zevgari (Grieks: Ακρωτήριο Ζευγάρι, Turks: İkizburun) is een landtong in het Brits overzees gebiedsdeel Akrotiri en Dhekelia op het eiland Cyprus. De kaap ligt in de zogenoemde Western Sovereign Base Area (WSBA) en vormt de zuidwestpunt van het schiereiland Akrotiri, het zuidelijkste uiteinde van het eiland. Kaap Zevgari vormt tevens de zuidelijke begrenzing van de Baai van Episkopi.
De landtong ligt binnen het terrein van het Royal Air Force-station RAF Akrotiri. Op Kaap Zevgari stond het Prinses-Maryziekenhuis (The Princess Mary Hospital, afgekort TPMH), het belangrijkste ziekenhuis voor de Britse troepen op Cyprus. Voorheen was dit een RAF-ziekenhuis, maar na de oprichting van de organisatie Defence Medical Services werd het onder de Permanent Joint Headquarters in Northwood een voorziening voor zowel de Britse landmacht, luchtmacht als marine. Het Prinses-Maryziekenhuis sloot op 1 november 2012.